# Victoria (ancienne circonscription fédérale)
Pour les articles homonymes, voir Victoria.
Victoria fut une circonscription électorale fédérale de Nouvelle-Écosse. La circonscription fut représentée de 1867 à 1904.
C'est l'Acte de l'Amérique du Nord britannique de 1867 qui créa la circonscription électorale de Victoria. Abolie en 1903, elle fut fusionnée à la circonscription Cap-Breton-Victoria-Nord.

## Géographie
En 1867, la circonscription de Victoria comprenait:
- Le comté de Victoria

## Députés
1. 1867-1874 — William Ross, Anti-confédéré et Libéral
2. 1874-1875 — Charles James Campbell, Conservateur
3. 1875¹-1876 — Barclay Edmund Tremaine, Libéral
4. 1876¹-1878 — Charles James Campbell, Conservateur (2)
5. 1878-1882 — Duncan McDonald, Libéral
6. 1882-1887 — Charles James Campbell, Conservateur (3)
7. 1887-1896 — John Archibald McDonald, Libéral-conservateur
8. 1896-1900 — John L. Bethune, Conservateur
9. 1900-1904 — William Ross, Libéral (2)

- ¹ = Élections partielles